# Адальберт III (архиепископ Зальцбурга)
Адальберт III фон Бёмен (нем. Adalbert III von Böhmen), 1145 — 8 апреля 1200, Зальцбург) — римско-католический церковный деятель, архиепископ Зальцбургский в 1168—1177 и 1183—1200 годах под именем Адальберт III Богемский.
Блаженный Ордена регулярных каноников-премонстрантов.

## Биография
Сын Владислава II, князя Чехии, затем короля Чехии (1158—1173) от первого брака с Гертрудой фон Бабенберг, дочерью маркграфа Австрии Леопольда III Святого и Агнессы фон Вайблинген, герцогини Швабии. Внук Генриха IV, императора Священной Римской империи.
Жил в чешских монастырях. Служил дьяконом в Богемском Страговском монастыре в Праге. После смерти своего дяди по материнской линии, архиепископа Зальцбургского Конрада II Бабенберга, Адальберт вынужден был подчиниться воле Зальцбургского капитула, который поддерживал Папу римского Александра III, а не Каликста III, избранного по воле императора Фридриха I Барбароссы и не смог занять место покойного. Хотя Владислав II и предложил Барбароссе денежное вознаграждение за назначение Войтеха архиепископом Зальцбургским, однако получил отказ.
В 1168 году стал всё же архиепископом Зальцбурга. Время его правления во многом связано с борьбой с императором Фридрихом I Барбароссой. В 1177 году императору удалось свергнуть Войтеха / Адальберта. После этого, Войтех отправился в Богемию, где нашёл пристанище при дворе князя Собеслава II.
В 1183 году Войтех смог снова возглавить Архиепархию Зальцбурга. В качестве архиепископа Адальберт III Богемский основал несколько больниц и, благодаря привилегиям Филиппа Швабского в 1198 года, возвысил хоры базилики Вознесения Девы Марии Страговского монастыря в Праге. При нём на землях архиепархии Зальцбурга были обнаружены месторождения соли, благодаря чему значение архиепископства возросло. После 1197 года помогал решению чешских проблем и способствовал интересам в Священной Римской империи.
Умер весной 1200 года и был похоронен перед алтарем св. Андрея в Зальцбургском соборе.